# Ilona Uhlíková
Ilona Uhlíková, geb. Voštová (* 9. April 1954 in Stod) ist eine tschechoslowakische Tischtennisspielerin. Ende der 1960er und Anfang der 1970er Jahre galt sie als eine der stärksten Spielerinnen der Welt. Sie wurde 1968 in Lyon Europameisterin der Damen, zudem siegte sie zehnmal bei Wettbewerben der Jugend-Europameisterschaften. Dabei gewann sie zuerst den Titel bei den Erwachsenen und erst zwei Jahre später den Titel bei der Jugend.

## Privat
Das ABC des Tischtennissportes erlernte sie in Marienbad durch ihren Vater Rudolf Vošta. 1968 zog sie nach Prag, wo sie zunächst ein Jahr bei Stadion Žižkov spielte und dort von Zdeňek Šauer trainiert wurde. Anschließend wechselte sie zu Rostislav Koudelka und trat für Start Prag an.
Ihre größten Erfolge errang Ilona Voštová vor 1973. In diesem Jahr heiratete sie und zog nach Vlašim, Anfang 1974 wurde ihre Tochter Marcela geboren. Nach einer Pause begann sie wieder unter dem Namen Ilona Uhliková mit dem Leistungssport. In Berichten wird sie oft unter dem Doppelnamen Voštová-Uhliková  oder Uhliková-Voštová aufgeführt. Uhlíková ist nach wie vor im Tischtennissport aktiv und spielt seit 1991 bis heute (2007) für den TTC Tiefenlauter in der Bayernliga Nord.

## Erfolge in der Jugend
Bereits 1966 - im Alter von 11 Jahren - überraschte Voštová bei der CSSR-Meisterschaft der Erwachsenen, wo sie im Einzel Platz drei erreichte. Von 1966 bis 1971 nahm sie an allen Europameisterschaften der Jugend teil. Bei ihrer ersten EM gelangte sie im Mixed mit Antonín Dvořák bis ins Endspiel. Insgesamt konnte sie dort 22 Medaillen, davon 11 Titel  gewinnen: 1970 und 1971 im Einzel, 1969 im Doppel mit Alica Grofová, 1967, 1968, 1970 und 1971 mit der Mannschaft sowie im Mixed 1967 (mit Jiří Turai), 1968 (mit Jiří Turai), 1969 (mit Jiří Turai) und 1970 (mit Milan Orlowski). Zweiter wurde sie 1967 und 1968 im Einzel sowie 1969 im Doppel mit Alica Grofová.

## Europameisterschaften
Ab 1968 trat Voštová auch bei Europameisterschaften der Erwachsenen an. 1968 wurde sie in Lyon Europameisterin im Einzel; im Endspiel besiegte sie die Russin Soja Rudnowa. Mit 14 Jahren war sie die bis dahin jüngste Europameisterin.
Zwei Jahre später kam es in Moskau erneut zum Endspiel Voštová gegen Rudnowa. Diesmal siegte aber die Russin, Voštová  wurde Zweite. Im Mixed mit Milan Orlowski verlor sie 1976 das Endspiel, 1980 gewannen sie diesen Wettbewerb. Silber gewann sie auch mit der Mannschaft 1970 und 1978.

## Weltmeisterschaften
Von 1967 bis 1981 war Voštová bei sechs Weltmeisterschaften vertreten. Die besten Platzierungen waren das Halbfinale im Einzel 1971 sowie das Halbfinale im Doppel 1969 (mit Jitka Karlíková).

## Weitere Erfolge
Beim europäischen Ranglistenturnier Europe TOP-12 kam Voštová 1971 und 1976 auf Platz 2 sowie 1973 und 1977 auf Platz 3. In der Europarangliste wurde sie 1971 auf Platz eins geführt.

## Turnierergebnisse
| Verband | Veranstaltung                         | Jahr | Ort          | Land | Einzel        | Doppel        | Mixed         | Team |
| ------- | ------------------------------------- | ---- | ------------ | ---- | ------------- | ------------- | ------------- | ---- |
| TCH     | Europameisterschaft                   | 1980 | Bern         | SUI  | Halbfinale    | Viertelfinale | Gold          |      |
| TCH     | Europameisterschaft                   | 1978 | Duisburg     | FRG  | Viertelfinale | Halbfinale    |               | 2    |
| TCH     | Europameisterschaft                   | 1976 | Prag         | TCH  | Viertelfinale |               | Silber        |      |
| TCH     | Europameisterschaft                   | 1972 | Rotterdam    | NED  | Halbfinale    | Viertelfinale | Halbfinale    |      |
| TCH     | Europameisterschaft                   | 1970 | Moskau       | URS  | Silber        |               | Viertelfinale | 2    |
| TCH     | Europameisterschaft                   | 1968 | Lyon         | FRA  | Gold          |               | Viertelfinale |      |
| TCH     | Jugend-Europameisterschaft (Junioren) | 1971 | Ostende      | BEL  | Gold          | Gold          |               | 1    |
| TCH     | Jugend-Europameisterschaft (Junioren) | 1970 | Teeside      | ENG  | Gold          |               | Gold          | 1    |
| TCH     | Jugend-Europameisterschaft (Junioren) | 1969 | Obertraun    | AUT  | Halbfinale    | Silber        | Gold          |      |
| TCH     | Jugend-Europameisterschaft (Junioren) | 1968 | Leningrad    | URS  | Silber        |               | Gold          | 1    |
| TCH     | Jugend-Europameisterschaft (Junioren) | 1967 | Vejle        | DEN  | Silber        |               | Gold          | 1    |
| TCH     | Jugend-Europameisterschaft (Junioren) | 1966 | Szombathely  | HUN  |               |               | Silber        |      |
| TCH     | EURO-TOP12                            | 1982 | Nantes       | FRA  | 12            |               |               |      |
| TCH     | EURO-TOP12                            | 1981 | Miskolc      | HUN  | 5             |               |               |      |
| TCH     | EURO-TOP12                            | 1980 | München      | FRG  | 4             |               |               |      |
| TCH     | EURO-TOP12                            | 1979 | Kristianstad | SWE  | Scratched     |               |               |      |
| TCH     | EURO-TOP12                            | 1978 | Prag         | TCH  | 4             |               |               |      |
| TCH     | EURO-TOP12                            | 1977 | Sarajevo     | YUG  | 3             |               |               |      |
| TCH     | EURO-TOP12                            | 1976 | Lübeck       | FRG  | 2             |               |               |      |
| TCH     | EURO-TOP12                            | 1973 | Böblingen    | FRG  | 3             |               |               |      |
| TCH     | EURO-TOP12                            | 1971 | Zadar        | YUG  | 2             |               |               |      |
| TCH     | Weltmeisterschaft                     | 1981 | Novi Sad     | YUG  | letzte 16     | letzte 64     | letzte 32     | 10   |
| TCH     | Weltmeisterschaft                     | 1979 | Pyongyang    | PRK  | letzte 16     | letzte 16     | letzte 16     | 7    |
| TCH     | Weltmeisterschaft                     | 1977 | Birmingham   | ENG  | letzte 16     | letzte 16     | Viertelfinale | 10   |
| TCH     | Weltmeisterschaft                     | 1971 | Nagoya       | JPN  | Halbfinale    | letzte 16     | letzte 16     | 4    |
| TCH     | Weltmeisterschaft                     | 1969 | München      | FRG  | letzte 32     | Halbfinale    | Viertelfinale | 4    |
| TCH     | Weltmeisterschaft                     | 1967 | Stockholm    | SWE  | letzte 64     | letzte 32     | letzte 64     | 4    |